# 相應院

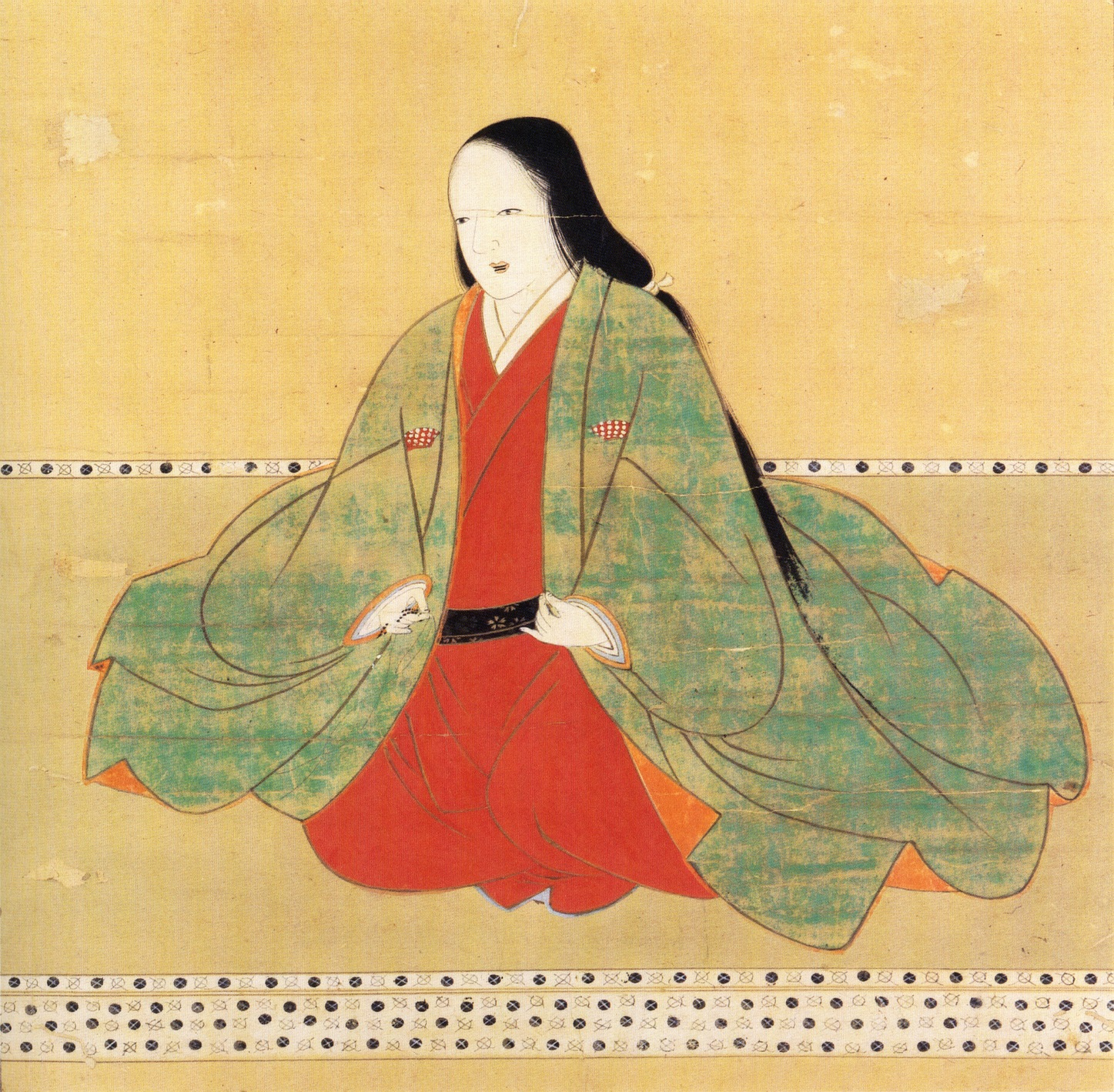
相應院

相應院（1573年—1642年），本名阿龜、於龜之方。德川幕府初代將軍德川家康的側室，平岩仙千代和尾張德川家初代當主德川義直的生母。父親是山城國石清水八幡宮的社人志水宗清，母不詳

## 生平
阿龜起初是嫁給近江國的步卒竹腰正時，後來丈夫去世（一說為離婚。據說家康為了讓於龜做自己的側室，特別用錢叫竹腰正時和阿龜離婚）。二十二歲時成為五十三歲的德川家康的側室。而阿龜則帶著和正時所生的兒子傳次郎成為家康的側室。
阿龜成為家康的側室約一年後，文祿四年（1595年）阿龜二十三歲時，生下家康八男仙千代，之後，大約在仙千代四歲的時候，成為尾張國犬山藩藩主平岩親吉（德川十六神將之一）的養子，慶長5年（1600年）三月，六歲的仙千代夭折。
同年十一月在伏見城生下九男五郎太丸（義直）。慶長八年（1603年），才四歲的五郎太成為甲斐國府中藩藩主。慶長十一年（1606年），五郎太元服，改名義利（義利於元和七年（1621年）改名為義直）。慶長十二年（1607年），家康的四子松平忠吉（側室阿愛之方所生）逝世，由於無子，義利於是繼承忠吉的領地尾張國清州藩。慶長十五年（1610年）義利成為尾張國名古屋藩主，而阿龜與前夫所生的兒子竹腰傳次郎正信也成為尾張藩的家老，不久後阿龜的生父成為旗本。
元和二年（1616年），家康去世，享年七十五歲。四十四歲的阿龜依照家康的遺命，和其他幾名側室一樣，落髮出家，法名相應院。寬永十九年（1642年）逝世，享年七十歲。墓在江戶的小石川傳通院，後來改葬尾張的相應院，法名相應院信譽公安大姊。

## 登場作品
影視劇
- 春日局（1989年、NHK大河劇、演：朝比奈順子）
- 葵德川三代（2000年、NHK大河劇、演：床島佳子）
- 影武者德川家康（2014年、東京電視台、演：白須慶子）